# Vale Histórico

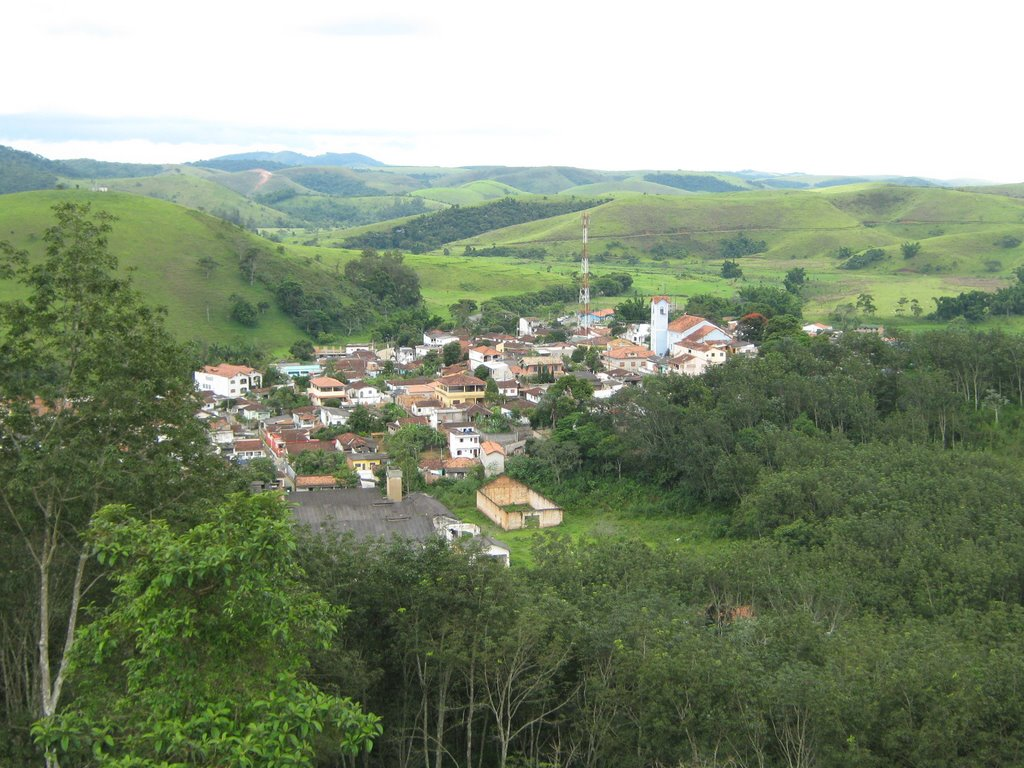
No Vale Histórico, é comum cidades históricas cercadas de montanhas e natureza, o que atrai turistas de diversas localidades

O Vale histórico do estado de São Paulo, situado no extremo leste paulista, é a região onde as serras da Bocaina e da Mantiqueira se tocam e se confundem. Suas cidades possuem como características marcantes casarios e palacetes da época colonial, alguns do início do século XVIII.
Esta região chegou a ser a mais rica do Brasil durante o ciclo do café, sendo sua principal cidade Bananal (que foi a cidade mais rica do Vale do Paraíba e por muito tempo a mais rica da Província de São Paulo), que entre 1822 e 1888, alcançou o título de maior produtor de café em 1850.
A decadência chega quando a cultura do Café passa a ser desenvolvida no oeste Paulista, suplantando o Vale do Paraíba como maior produtora de café. Esta decadência é retratada em Cidades Mortas, livro de autoria de Monteiro Lobato.

## Cidades e Municípios
A região é composta pelos municípios da Subregião de Cruzeiro, da Região Metropolitana do Vale do Paraíba e Litoral Norte:
| Município            | Área   | População | PIB      | IDH-M |
| Arapeí               | 156,90 | 2.460     | 30,97    | 0,680 |
| Areias               | 305,23 | 3.896     | 40,00    | 0,697 |
| Bananal              | 616,43 | 10.993    | 113,00   | 0,758 |
| Cruzeiro             | 305,70 | 82.571    | 1.343,76 | 0,788 |
| Lavrinhas            | 167,06 | 7.311     | 67,52    | 0,768 |
| Queluz               | 249,39 | 13.606    | 104,93   | 0,766 |
| São José do Barreiro | 570,68 | 4.144     | 48,39    | 0,727 |
| Silveiras            | 414,78 | 6.339     | 61,73    | 0,721 |

Com exceção de Cruzeiro, Lavrinhas e Queluz, os quais geograficamente são localizados no Vale do Paraíba paulista e cortados pela rodovia Presidente Dutra, todos os outros municípios são atendidos pela SP-68, conhecida como Rodovia dos Tropeiros, a qual funcionou durante muitos anos como caminho para a ligação entre as cidades de Rio e São Paulo.
Arapeí:
A Localidade de Arapeí teve sua origem na 9ª Sesmaria de Bananal, constituindo um dos pontos do Caminho Novo criado para escoar a produção do Brasil colônia.
Em 1783, o governo colonial traçou o objetivo de povoar o Caminho Novo de ligação para o Rio de Janeiro e para as Minas Gerais. Com isso, o Capitão-Mór Manoel da Silva Reis recebeu a missão de distribuir, a pessoas de sua confiança, 13 sesmarias criadas na região. A 9ª sesmaria, no rio Bananal, foi destinada a João Barbosa de Camargo.
O povoado, então denominado Alambari, atingiu seu apogeu no Ciclo do Café (século XVIII), época em que teve relevante papel na vida do Vale do Paraíba, integrando o poderio econômico dos Barões do Café de Bananal.
Com a queda de produtividade nos cafezais da região no final do século XIX, passou a basear sua economia na pecuária leiteira.
Após a proclamação da República, o povoado foi elevado à condição de Distrito, com o nome Alambari, pelo decreto nº 169, de 15 de maio de 1891, subordinado ao município de Bananal.
Em 1º de outubro de 1892 a Lei Estadual nº 112 extinguiu o Distrito, anexando sua área ao território de Bananal.
Na primeira metade do século XX contribuiu decisivamente para a economia do município, diversificando fontes de produção agrícola (exportação de 2 milhões de cruzeiros, moeda da época, em verduras, frutas e legumes), produção de leite (120 mil litros por mês), exportação de carvão vegetal (20 mil sacos por mês), fabricação de tecidos (média de 1.200 metros de tecidos de algodão por dia) e extração de madeira.
Em 30 de novembro de 1944, já com seu nome atual, Arapeí passou a Distrito de Bananal por força da Lei Estadual nº 14.334.
Ao final da década de 40, suas riquezas naturais e históricas, além de suas características econômicas, foram descritas em texto de Ruy Barbosa D´Avila para a publicação “Poliantea de Bananal”, de Alcides Peixoto:
“ARAPEÍ - (…) Contando com 150 casas, aproximadamente e uma população urbana de 800 a 1.000 habitantes, oferece, entretanto no momento, perspectivas de progredir, o que já vem se evidenciando desde que, elevada à categoria de vila, dotou-se de um Grupo Escolar, Cartório de Paz, Subprefeitura e Subdelegacia de Policia. Concorreu grandemente para reanimar a iniciativa particular que instalou, no perímetro urbano, uma fábrica de tecidos, já em funcionamento, operando com 150 teares e aguardando oportunidade para ser ampliada.
Circundada por montanhas de aspectos pitorescos, detém junto a elas propriedade agrícolas, pastoris e industriais de apreciável monta como “Haras Santa Anita”, “Haras Guanabara”,, Fazendas “São Luiz”, “Caxambú”, “São Francisco”, “Campo Alegre”, “Capitão Mór” e outras com suas quedas d´água, culturas diversas de cereais e hortaliças, além de outras propriedades mais afastadas que circunscrevem toda uma vastidão de reservas florestais.”
Por volta de 1950, a inauguração da rodovia Presidente Dutra esvaziou o tráfego da antiga rodovia Rio-São Paulo e relegou as localidades cortadas por ela a mais um período de adversidades econômicas.
Areias:

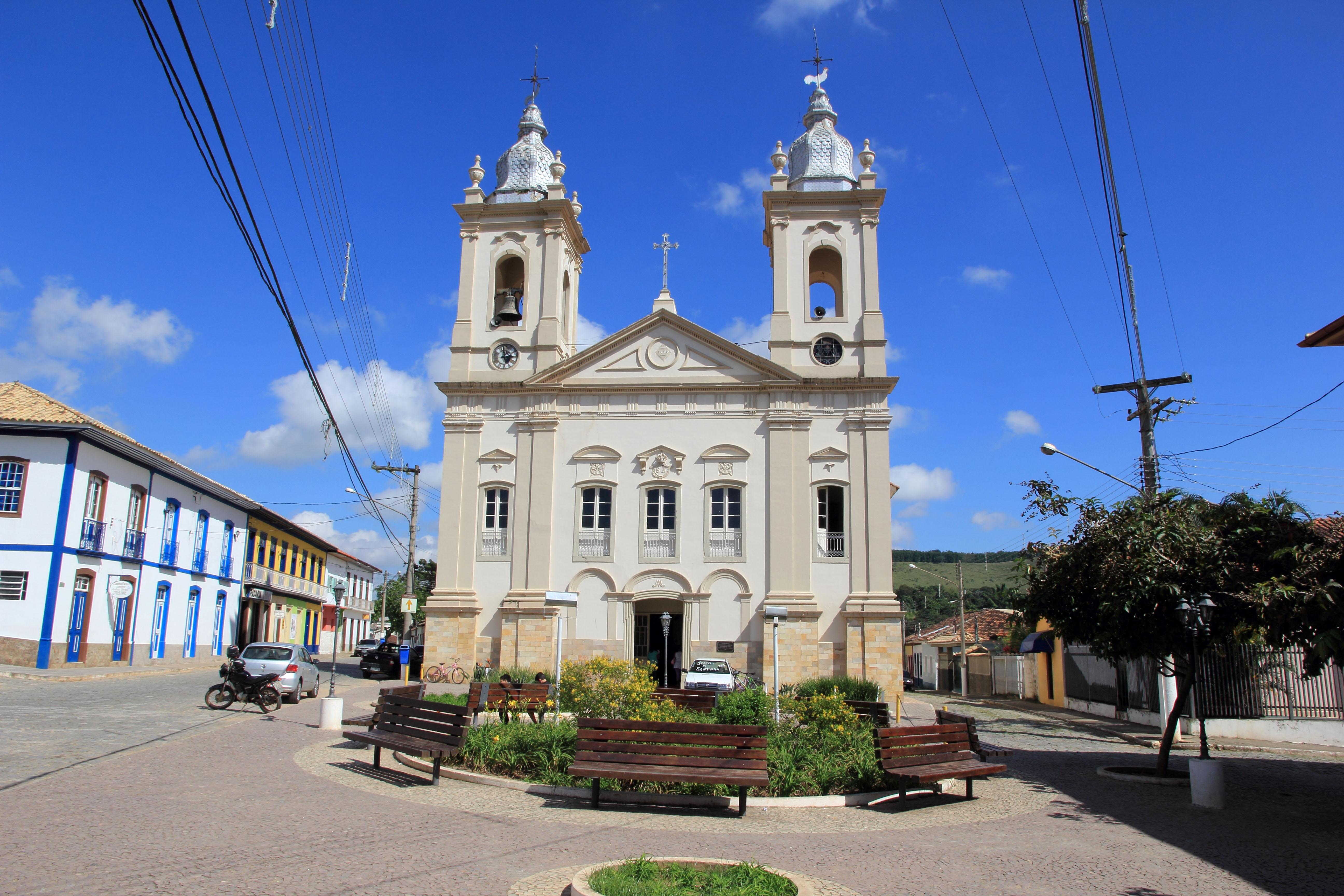
Matriz de Sant'Ana em Areias

Areias inicialmente foi Freguesia, criada em janeiro de 1748 com o nome de Santana da Paraíba Nova, que servia de pouso para os tropeiros que de São Paulo e Minas Gerais, iam para o Rio de Janeiro.
Os fundadores eram moradores de Resende, destacando-se entre eles o Padre Joaquim José da Silva e o Capitão-mor Gabriel Serafim da Silva.
São considerados como seus primeiros povoadores Joaquim Lopes Guimarães, Bento Leme de Camargo, João Ferreira de Souza Joaquim de Siqueira e Mota e Antonio de Vilas Boas e Silva.
Em 1801, ganhou a denominação de Distrito de Paz. E em 28 de novembro de 1816, a pedido dos moradores, D. João VI concedeu o título de Vila com o nome de Vila de São Miguel das Areias, constituindo-se o único Município paulista por ordenação deste Monarca, no entanto, substituiu a padroeira para São Miguel, em homenagem a seu filho, D. Miguel, muito embora o povo continuasse venerando e comemorando Santana. Elevada à categoria de cidade em 24 de março de 1857, passando a denominar-se Areias.
No ano de 1838, Areias pioneira na plantação de café chegava a produzir 100 mil arrobas tendo anexado ao seu território as Freguesias de São Bom Jesus de Bananal, São José do Barreiro e São João Batista de Queluz, que respectivamente se separaram de Areias em 1832, 1859 e 1842.
A cidade chegou a ser anexada á província do Rio de Janeiro, durante a Revolução de 1842, mas já em 1843 retornava a condição de cidade do Estado de São Paulo. 
Apresentava também dois jornais: O Areiense e o Mosquito, que podemos encontrar anúncios, cujo conteúdo nos mostra certos aspectos do dia-a-dia.
Em 1857 foi alçada a Comarca que sediou no prédio erguido no ano de 1833 para abrigar a Câmara de Vereadores e Cadeia, local onde o Escritor Monteiro Lobato exerceu o cargo de Promotor Público do ano de 1907 a 1911.
O casario colonial da cidade revela sua pujança no século XIX, sendo de grande destaque a antiga Casa da Câmara e Cadeia e atual Casa da Cultura, a Igreja Matriz Senhora Sant’Ana que iniciou sua construção em 1792 e finalizou em 1874, o Hotel Solar Imperial que foi erguido em 1798 pelo Capitão-mor Gabriel Serafim da Silva e em agosto de 1822 serviu de pouso para Dom Pedro I durante a viagem na qual Proclamaria a Independência do Brasil e as belas fazendas históricas.
Bananal:

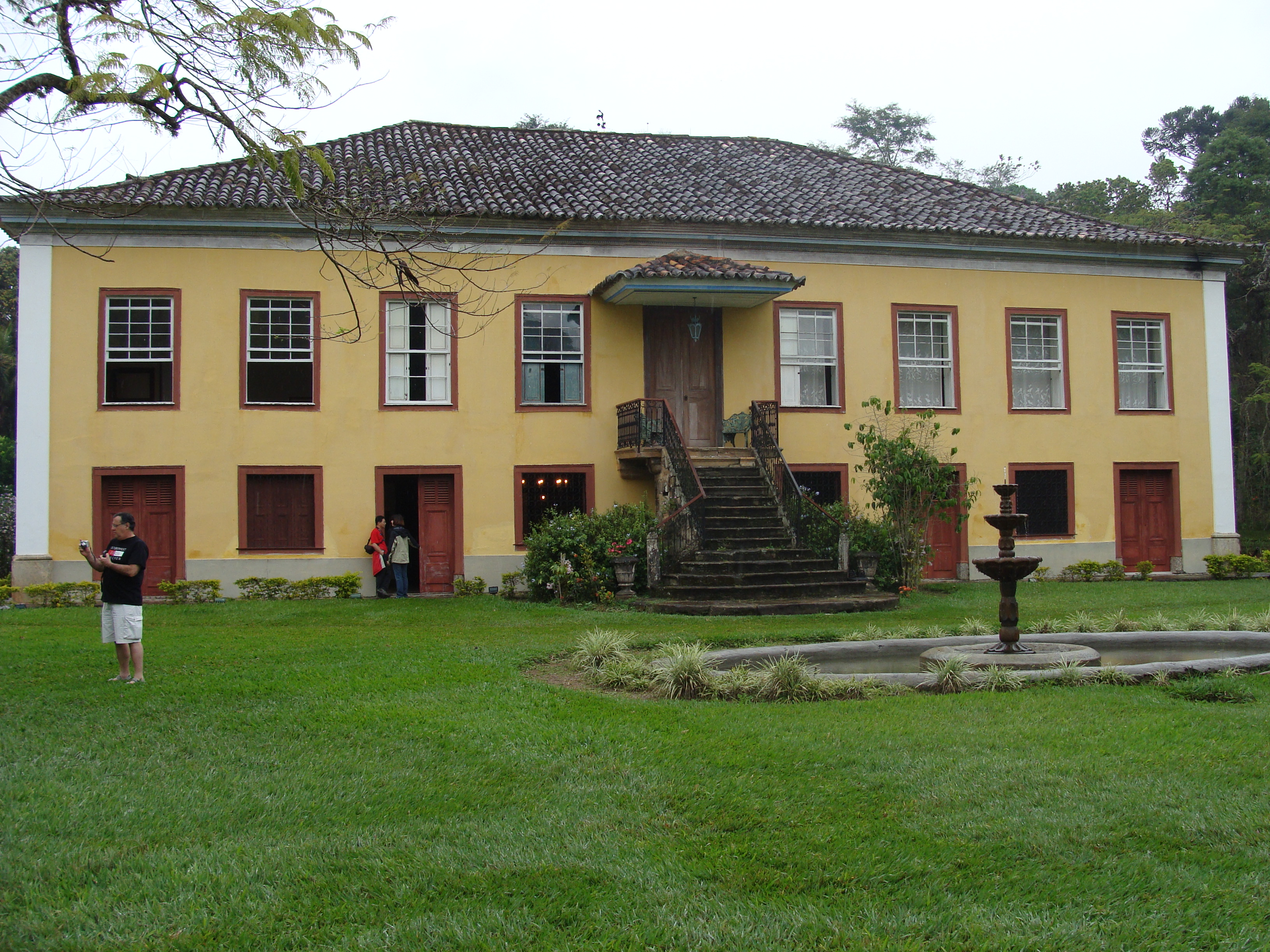
Fazenda Resgate em Bananal

Bananal é um dos 29 municípios paulistas considerados estâncias turísticas pelo estado de São Paulo, por cumprirem determinados pré-requisitos definidos por Lei Estadual. Tal status garante a esses municípios uma verba maior por parte do Estado para a promoção do turismo regional. Também, o município adquire o direito de agregar junto a seu nome o título de Estância Turística, termo pelo qual passa a ser designado tanto pelo expediente municipal oficial quanto pelas referências estaduais.
Cruzeiro:
As rotas comercias estabelecidas pelos mineiros que demandavam aos Portos de Parati e Mambucaba fizeram surgir na região, então conhecida por Embaú, muitas roças dedicadas a fornecer produtos de abastecimento aos tropeiros. Nessa área, o sargento-mor Antônio Lopes de Lavra iniciou, em 1781, a construção da capela dedicada a Nossa Senhora da Conceição do Embaú, concluída seis anos depois.
Na povoação que ao lado da capela se formou, os primeiros povoadores passaram a comercializar os produtos locais, logo aumentando o núcleo urbano. Assim, em 1846, foi criada a freguesia e elevada à categoria de Município, em 1871, com o nome de Conceição do Cruzeiro, invocando a Santa Padroeira e o antigo marco divisório, em forma de cruz, construído no alto da serra, entre São Paulo e Minas Gerais.
Nesse ano, 1871, a Ferrovia Dom Pedro II, atual Central do Brasil, atingiu a povoação próxima, Santo Antônio do Porto da Cachoeira 
(Cachoeira Paulista ); o prolongamento do trecho Paulista, que iniciou-se a partir de São Paulo, passava a oito quilômetros de Conceição do Cruzeiro, não sendo possível alterar seu traçado. Assim, na fazenda Boa Vista, de propriedade de Manoel Freitas Novaes, a Ferrovia instalou uma estação, ao lado da qual se formou um segundo povoado, denominado Estação Cruzeiro.
Lavrinhas:

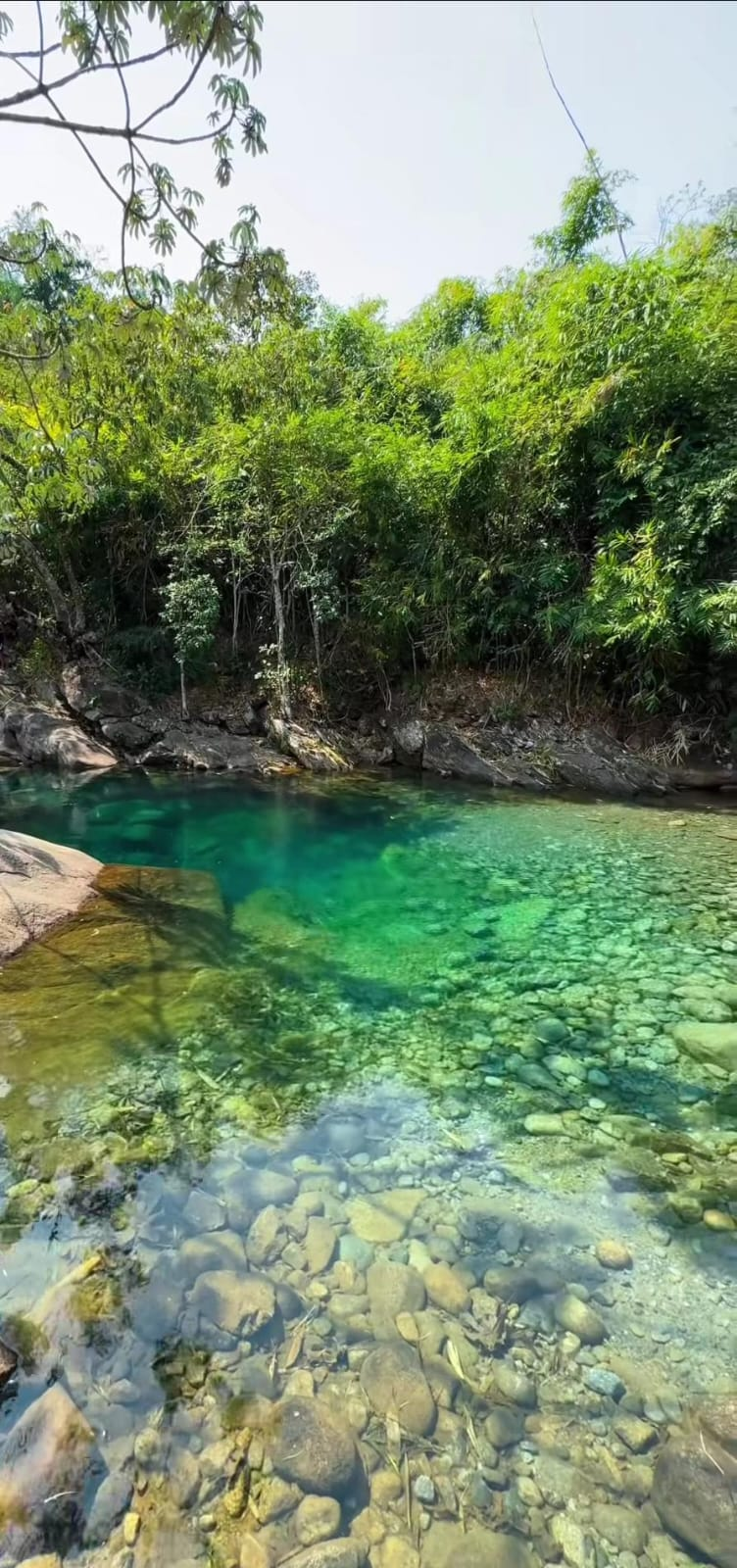
Cachoeira da Pedreira em Lavrinhas. Atrai inúmeros turístas

Lavrinhas é uma acolhedora e aprazível cidade do Vale Histórico do Paraíba, cercada de cachoeiras de águas cristalinas, azuladas e ao pé da Serra da Mantiqueira, localizada a leste do estado de São Paulo, a 215 km de São Paulo, 210 km do Rio de Janeiro e 8 km da cidade de Cruzeiro-SP.
Delimita-se com os municípios de Cruzeiro, Queluz e Silveiras, no estado de São Paulo e a cidade de Passa Quatro, em Minas Gerais. O município é cortado por vários rios, ribeirões e córregos, os principais são: Rio Jacu, Rio do Braço e Rio Paraíba do Sul, esse último, apresenta características de corredeiras. Cidade histórica, onde ocorreram vários confrontos na Revolução Constitucionalista de 1932 e que até hoje atrai turistas que são guiados aos locais das antigas trincheiras, hoje tem uma economia baseada na agricultura e pecuária é conhecida por possuir fontes de água mineral.
Recém inserida em 2017 no mapa do Turismo Brasileiro e compondo também a Região Turística Picos da Mantiqueira juntamente com a cidade de Cruzeiro-SP.
Na década de 60, com a extinção das matas locais, devido à exploração de carvão e lenha, uma nova atividade surgiu: a pecuária leiteira. Posteriormente, desenvolveu-se a exploração de bauxita e outros minérios, ocupando grande parte da mão de obra local, até os dias de hoje.
Nos últimos anos, com o desenvolvimento da indústria e do comércio, surgiram também alguns balneários, pesqueiros, pousadas, bares e lanchonetes que atraem pessoas de outras cidades da região para apreciar as belezas naturais da cidade, sendo as principais a Cachoeira da Pedreira, Poço Azul, Cachoeira do Major, Pedra da Mina e Pico Agudo.
O Turismo passou então a representar importante fonte de renda e de crescimento para o Município.
Recentemente o município começou a contar com uma Rampa de Voo Livre, atrativo turístico recém inaugurado, trata-se de uma rampa natural, com 876m de altitude e denominada Rampa do Jacu, por sua localização no bairro Capela do Jacu.
Lavrinhas conta hoje com sete bairros assim desenvolvidos: Centro, Pinheiros, Capela do Jacu, Jardim Mavisou e Village Campestre e ainda uma vasta zona rural onde se encontram os bairros Retiro dos Barbosa e Rio Claro. Localiza-se no estado de São Paulo, na região administrativa de São José dos Campos, no Vale do Paraíba Paulista, integrando o Circuito turístico “Caminhos do Rio Paraíba”.
Faz parte de duas importantes rotas, a Rota Franciscana (Religiosa – rota equilíbrio – Frei Galvão) e Estrada Real (maior rota turística do país. São mais de 1.630km de extensão, passando por Minas Gerais, Rio de Janeiro e São Paulo).
Possui uma área total de quase 167 Km² e delimita-se com os municípios de Cruzeiro, Queluz e Silveiras, no estado de São Paulo e a cidade de Passa Quatro, no estado de Minas Gerais.
O norte do município é montanhoso, dominado pela Serra da Mantiqueira. A Pedra da Mina, ponto mais alto do estado de São Paulo e da Serra da Mantiqueira, com 2.798 m de altitude, situa-se em parte no município, no ponto de encontro das suas divisas com Queluz e Passa Quatro. É também o 4° pico mais alto do Brasil e faz parte da travessia da “Serra Fina”, considerada a mais difícil do país.
Queluz:

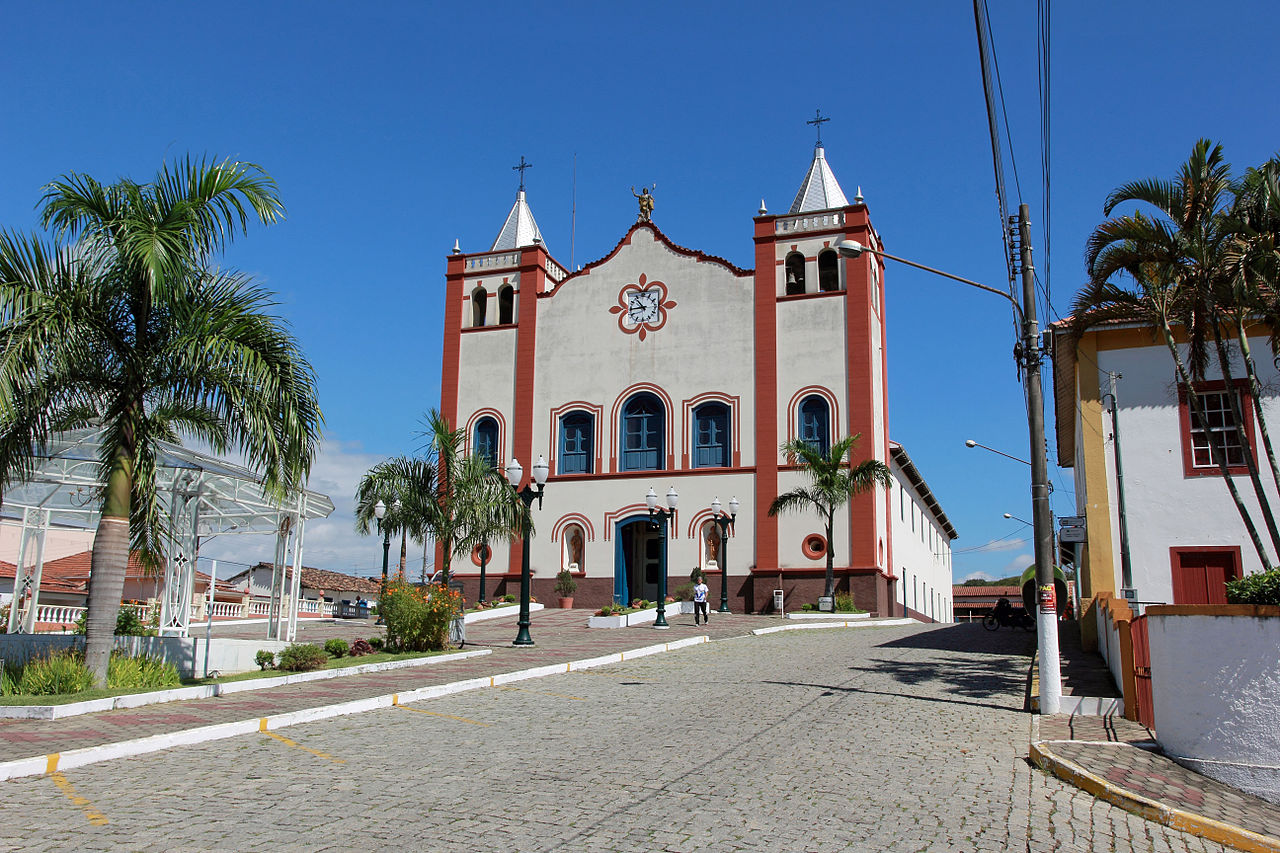
Igreja Matriz de São João Batista de Queluz

O nome Queluz, é uma homenagem prestada a família reinante, tendo a localidade o nome do Solar onde nasceu D. Pedro I em Portugal.
Nosso município originou-se de uma aldeia de Índios Puris, no ano de 1800, que foram trazidos pelo índio ancião Vuitir, que era denominado entre os seus carinhosamente de Mongo, ele se destacava dos demais, por sua sagacidade e firmeza em suas deliberações.
A Aldeia nasceu em torno de uma capela que foi construída por índios e escravos, sua estrutura foi feita de taipa e madeira de lei, sob o comando do catequista Pe Francisco das Chagas Lima e pelo Diretor local Januário Nunes da Silva. Em 04 de março de 1842 surge a Vila São João de Queluz, que com este título e foro de simples Vila ficou até 10 de março de 1876, nesta data foi criada e promulgada a lei que elevou a vila a categoria de cidade.
No ano anterior, 1875, a lei n 29, de 17 de abril, criou a comarca de Queluz. Seu padroeiro é São João Batista, cuja igreja representa o coração de nosso município, pois ali encontra-se ainda a imagem de São João que foi trazida de Portugal em 1870. A cana, o milho e a pecuária foram fontes de renda da economia local, mas o município se desenvolveu mesmo com a cultura do café, que aqui deixou importantes marcos rurais, como as sedes ainda existentes das fazendas do Sertão, São José, Restauração, Bela Aurora, Regato, Cascata entre outras.
Queluz é um município de grande potencial turístico, recebemos muitos visitantes para conhecer nossas belas cachoeiras, em especial a Pousada Águas da Marambaia onde temos a oportunidade de viver momentos inesquecíveis, contamos também com um calendário festivo bem diversificado, com comemorações folclóricas, juninas e gastronômicas.
São José do Barreiro:

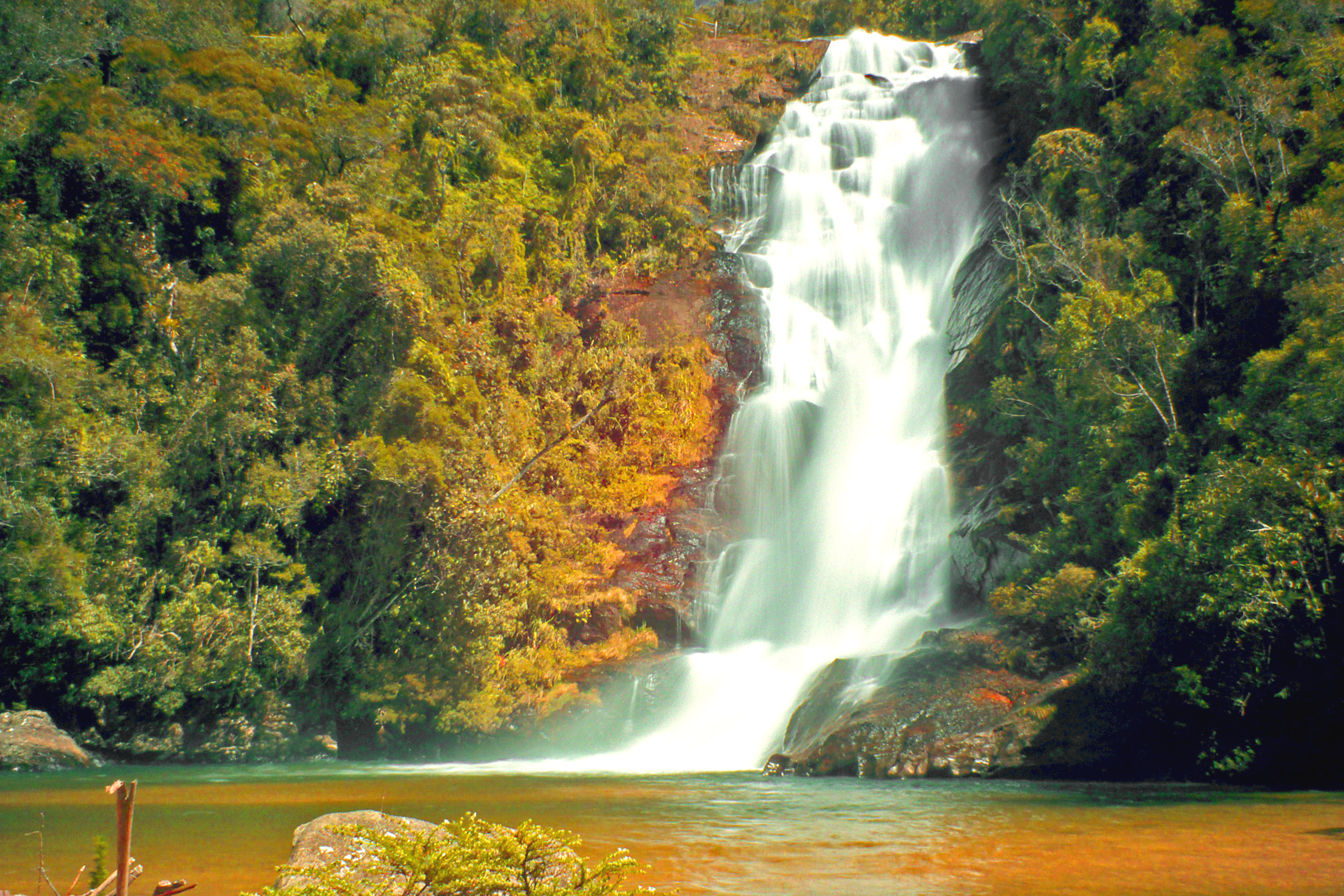
Cachoeira Santo Isidro, em São José do Barreiro, considerada uma das mais bonitas do país

Com o advento da cafeicultura, a cidade passaria a ser atendida pela Estrada de Ferro Resende-Bocaina em 1892, que realizava o escoamento do produto advindo das fazendas locais e o transporte de passageiros da cidade ao município de Resende, no estado do Rio de Janeiro. Porém, devido às fortes crises financeiras que impediram sua expansão, mesmo após várias tentativas de encampamento pela Estrada de Ferro Central do Brasil, a ferrovia acabaria desativada e extinta no ano de 1928, tendo seus materiais rodantes vendidos à Usina Tamoio, em Araraquara. Como resquícios da antiga EFRB na cidade estão algumas pontes construídas e a antiga estação ferroviária, que abriga atualmente a sede do Sindicato Rural do município. 
Conhecida pela sua altura e beleza a cachoeira de Santo Izidro com 90 metros de altura, se localiza dentro do Parque Nacional da Serra da Bocaina, aproximadamente a uma hora do centro; outras famosas cachoeiras também se localizam dentro do parque, como a Cachoeira das Posses & a Cachoeira do Veado dentre inúmeras outras.
Pelo Porto de Mambucaba e pelo rio do mesmo nome, a partir do século XVII subiram os primeiros colonizadores fundando povoações. Também de Minas Gerais, em direção do mesmo Porto desciam a Serra da Bocaina e acabaram por se fixar ao longo do caminho. Entre eles, o Alferes José Gomes dos Santos, Sargento-mor João Ferreira de Souza e seus cunhados, Capitães Fortunato, José e João Pereira Leite, construíram uma capela, por volta de 1820, num local onde os tropeiros pousavam, próximo de um trecho do caminho de difícil passagem, devido ao permanente atoleiro. O coronel João Ferreira de Souza, filho do sargento-mor, em 1833, doou terras para formação do patrimônio. Sob a égide de São José, orago da capela, desenvolveu-se o patrimônio que, em 1842, foi elevado a freguesia, com o nome de São José do Barreiro, simplificado para Barreiro, em 1938, e novamente São José do Barreiro, em 1953. A Vila de São José do Barreiro foi criada em 1859. GENTÍLICO : BARREIRENSE FORMAÇÃO ADMINISTRATIVA Vila criada por Lei Provincial nº 6, de 9 de março de 1859. Desmembrada do Município de Areias ou do Município de Queluz. Cidade por Lei Provincial nº 35, de 10 de março de 1885. Em divisão administrativa referente ao ano de 1911, o Município de São José do Barreiro se compõe de 1 único Distrito, São José do Barreiro, criado por Lei Provincial nº 17, de 4 de março de 1842. Em divisão administrativa referente ao ano de 1933, o Município de São José do Barreiro permanece com 1 Distrito, São José do Barreiro. Em divisões territoriais datadas de 31-XII-1936 e 31-XII-1937, bem como no quadro anexo ao Decreto-lei Estadual nº 9073, de 31 de março de 1938, o Município de São José do Barreiro compreende o único termo judiciário da comarca de São José do Barreiro e figura igualmente com 1 só Distrito, São José do Barreiro. Pelo Decreto Estadual nº 9775, de 30 de novembro de 1938, a comarca, o termo, Município e o Distrito de São José do Barreiro passaram a denominar-se simplesmente Barreiro. Voltou à denominação de São José do Barreiro pela Lei nº 2456, de 30-XII-53, que fixou o quadro territorial para 1954-58 onde figura com 1 único Distrito, São José do Barreiro, comarca de São José do Barreiro. Assim permanecendo em divisão territorial datada de 1-VII-1960.
Era também passagem de tropeiros e, devido a um atoleiro que na época das cheias dificultava a passagem, foram construídos vários ranchos, surgindo aos poucos um vilarejo, logo foi erguida uma capela dedicada a São José e, assim, surgiu o nome São José do Barreiro. Com a chegada do café na região foram construídas inúmeras fazendas e casarões com muito luxo e requinte que, até hoje podem ser apreciados. A Fazenda Pau D?Alho recebeu D. Pedro em sua viagem para proclamar a Independência. Tombada como Patrimônio Histórico Nacional e Estadual em 1968; restaurada, é hoje, um marco histórico que se destina a atividades culturais e ecológicas. São José do Barreiro foi elevado a Município em 1859 e Estância Turística em 1998. A cidade está a uma altitude de 510m, sendo seu ponto culminante no Pico do Tira Chapéu a 2.088m. Também conhecida como o ?Paraíso do Trekking no Brasil?, São José do Barreiro tem a Serra da Bocaina como um de seus principais atrativos com: a Cachoeira de Santo Izidro com 80m, a Cachoeira do Veado com 200m e a Trilha do Ouro que foi usada para transportar o ouro que vinha de Minas Gerais para o litoral e hoje, é usada para a prática do trekking numa travessia de 3 dias, ligando o Vale do Paraíba ao mar. Portal de entrada oficial ao Parque Nacional da Serra da Bocaina, São José do Barreiro também oferece inúmeras possibilidades de esportes de aventura como: Mountain Bike, esportes náuticos na Represa do Funil, Off Road, Cavalgada e Rampa Natural para a prática do Vôo Livre a 1.700m. Além desses atrativos, oferece opções de passeios com a família nas antigas fazendas da época do café ou nas cachoeiras que circundam a cidade.
Silveiras:

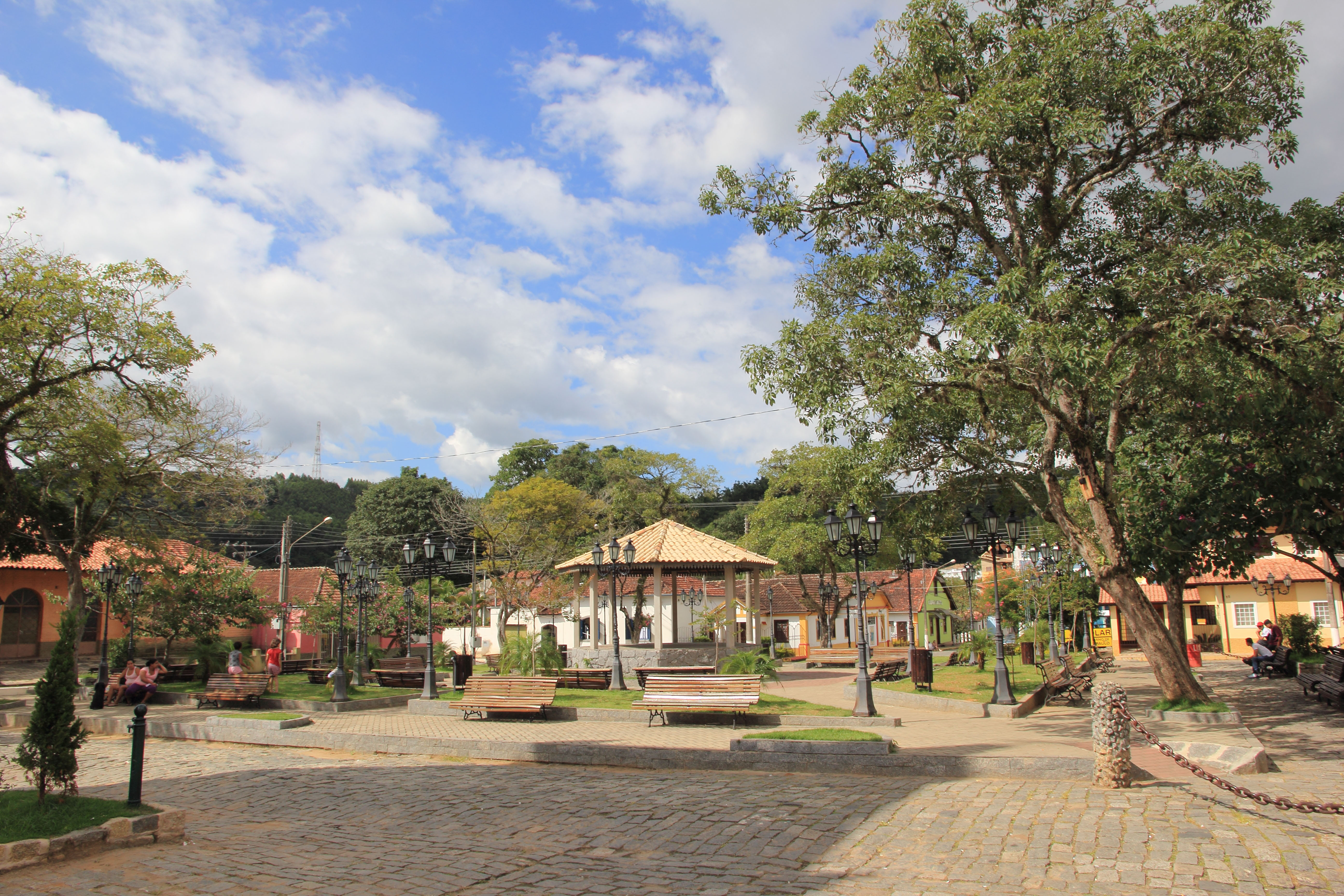
Coreto na Praça da Igreja Matriz de Nossa Senhora da Conceição, em Silveiras

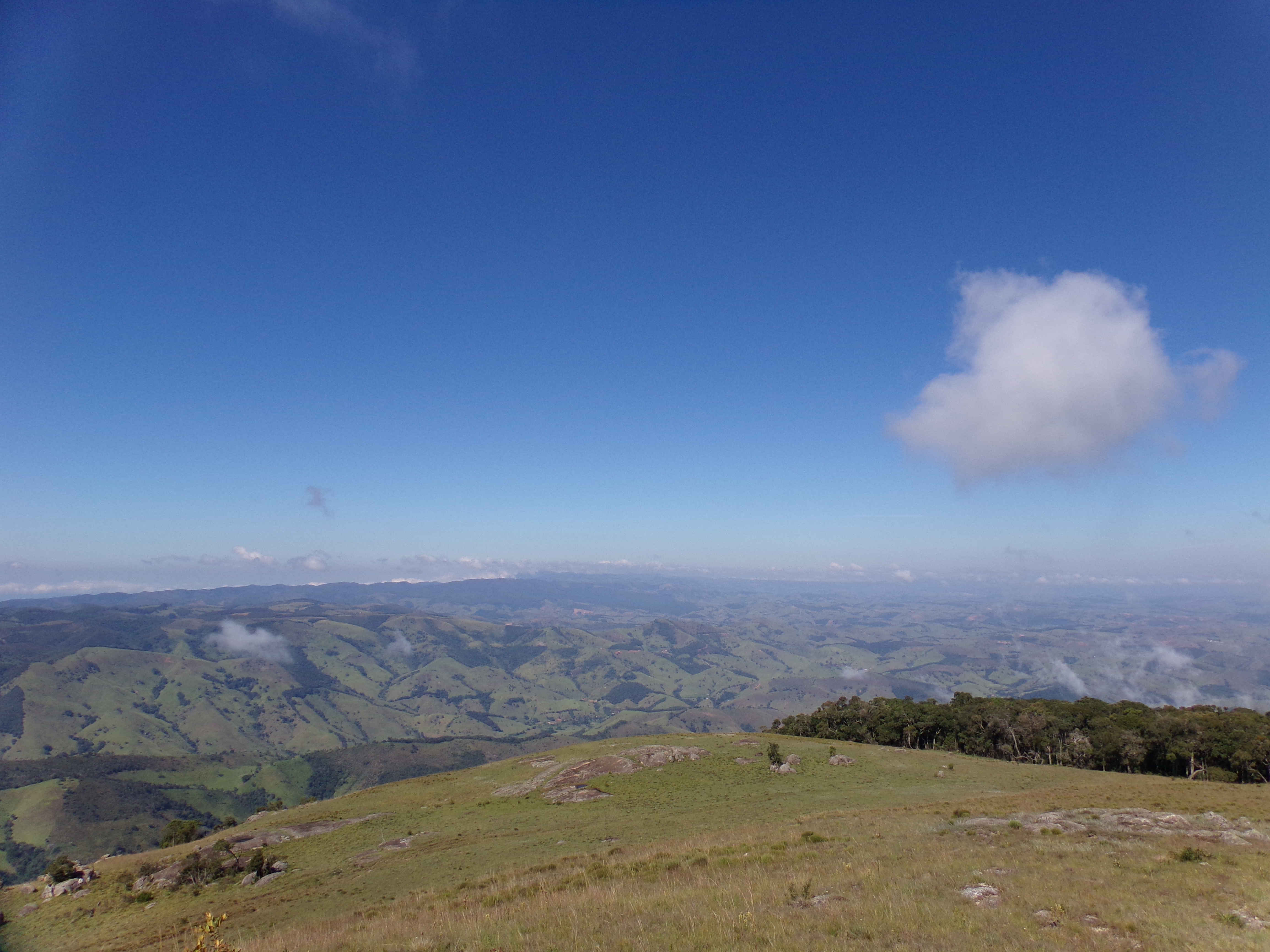
Vale do Paraíba visto do alto da Pedra Grande, Silveiras

Silveiras surgiu ao final do século XVIII em torno de um rancho de tropas, o da família Silveira – daí o seu nome. “Vamos lá para os Silveiras”. Logo, outros “ranchos” foram se instalando, com destaque para as famílias Guedes, Siqueira, Ventura de Abreu, Santos, Bueno, dentre outros. Seus bairros denominados Macacos e Bom Jesus – encosta da Serra da Bocaina e em direção à Cunha e Paraty surgiram antes, também em torno de tropeiros, já em pleno ciclo de ouro – na saga da “trilha entre Minas Gerais e os portos de Mambucada e Paraty”.
O desenvolvimento foi acelerado já nos primeiros anos do século XIX com a chegada do café, e em 1830 surgia a Freguesia dos Silveiras, no enorme município de Lorena. Freguesia – era a definição da época caracterizando a implantação da Paróquia homenageando Nossa Senhora da Conceição de Silveiras, fortalecendo a capela antiga surgida em 1780, erguida no mesmo local onde está a Matriz.
Com o desenvolvimento constante, a freguesia foi elevada à condição de Vila em 1842 – desmembrando-se de Lorena e tendo a Nossa Senhora da Conceição, como padroeira. Vale registrar, que a solicitação para a criação da Vila surgiu dos próprios silveirenses assegurando condições de independência e vida autônoma para a Vila.
Naquela época viviam em Silveiras 3.300 homens livres e entre 1.600 e 1.700 escravos de origem africana.
Foi um período dramático para Silveiras. A Revolução Liberal explodiu no Brasil e o nosso município foi palco doloroso de combates. Sangrentos encontros deixaram 56 chefes de família assassinados pelas tropas do então Barão de Caxias na manhã de 12 de julho de 1842, e aí estão as trincheiras – para testemunhar aquela tragédia. Essas mesmas trincheiras foram reabertas em 1932 por ocasião da Revolução Constituinte, marcas profundas do civismo nesta terra.
As marcas da Revolução Liberal de 1842 foram tão dramáticas que a reconstrução de Silveiras levou mais de dois anos e a implantação da Vila dos Silveiras só viria ocorrer no dia 7 de setembro de 1844 quando ocorreu a eleição dos primeiros vereadores.
Silveiras no século XIX foi o mais importante núcleo de serviços dedicado ao tropeirismo do Brasil. Nossos “ranchos” atendiam aos tropeiros e suas tropas que faziam as “trilhas do ouro” e da “independência” (São Paulo X Rio de Janeiro – Café).

### Histórico
Até o século XVIII, a região era habitada pelos índios puris e botocudos, que passaram então a sofrer o assédio dos desbravadores de origem europeia. À margem da antiga estrada imperial que ligava São Paulo ao Rio de Janeiro, Areias teve sua origem no século dezoito a partir de um pouso de tropeiros que, dali, buscavam o porto de Mambucaba, tornado Freguesia em janeiro de 1748. Dentre seus primeiros moradores conhecidos, destacam-se o coronel Simeão da Cunha Gago, o sertanista Máximo Barbosa e o padre Felipe Teixeira. Em 26 de janeiro de 1784, foi criada a freguesia de Areias, em terras do município de Lorena.
O café chega no final do século XVIII, vindo do Rio de Janeiro. A primeira fazenda cafeeira no Vale do Paraíba Paulista surgiu em 1817 e o cultivo de café nessa região ganha destaque após a Independência do Brasil. O café trouxe grandes mudanças ao Vale do Paraíba. A elite dos "barões do café" erguem casarões aonde vivem com suas famílias, trazem materiais e utensílios importados. O Vale do Paraíba Paulista se torna a principal região econômica da Província de São Paulo. A paisagem rural sofreu uma violenta transformação, derrubando-se a floresta nativa e os cafezais esparramando-se pelos morros e vales. Migrantes vindos de Minas Gerais se instalam nas lavouras cafeeiras vale-paraibanas. O café era exportado pelos portos de Paraty, Mambucaba, Ubatuba e São Sebastião.
A mão-de-obra usada nos cafezais era a escrava e, com a Lei Eusébio de Queirós (1850), que proibia o tráfico de escravos para o Brasil, os fazendeiros vale-paraibanos começaram a comprar escravos nos engenhos decadentes do Nordeste, criando um tráfico interno.
Em torno do café nascem diversos povoados e vilas.
A partir de 1870, o café na região do Vale do Paraíba começa a apresentar sinais de decadência. As causas foram múltiplas e se acentuaram a partir de 1880, como o esgotamento progressivo das terras, ausência de técnicas modernas para o cultivo, a erosão acentuada nas áreas mais antigas, o endividamento crescente dos cafeicultores, a concorrência das novas áreas produtoras no interior de São Paulo, as leis abolicionistas e a mentalidade conservadora dos fazendeiros. Em alguns municípios, a crise foi lenta; em outros, rápida e decisiva.
Com o declínio da produção cafeeira, o Vale do Paraíba passou por uma fase de estagnação econômica e demográfica.

## Comidas Típicas do Vale Histórico

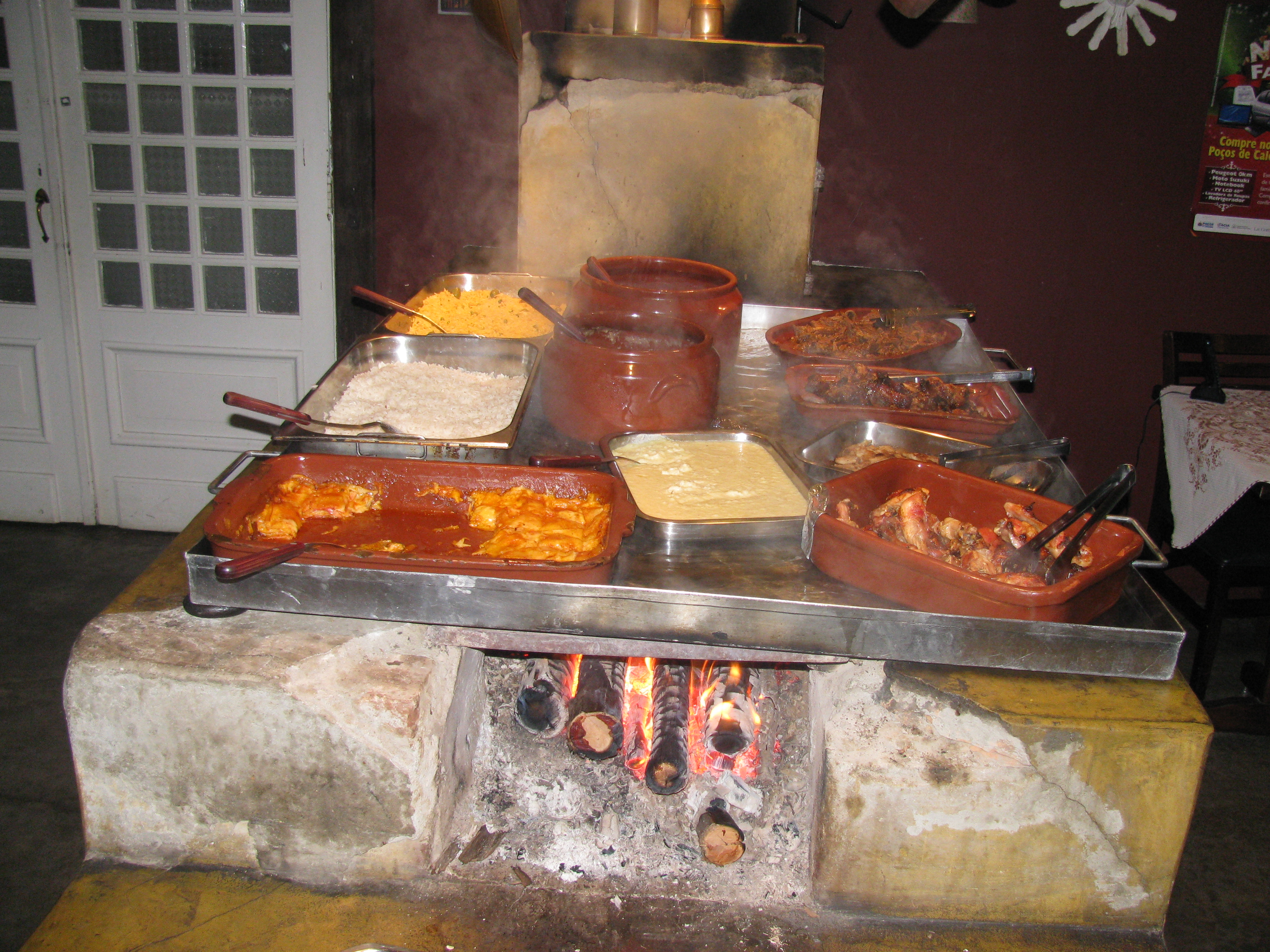
Comida caipira.

A culinária do vale histórico mantém uma forte cultura e uma grande variedade de sabores, e que influênciou a culinária mineira, que foi herdada da época dos tropeiros bandeirantes, que faziam as travessias das riquezas exploradas, e também mantém ainda um grande vinculo com o ciclo do café.
Popularmente conhecida como Comida Caipira, que é um conjunto de pratos típicos do interior de São Paulo. Nos primórdios era feita no fogo de chão na (trempe), o fogão dos tropeiros, onde as panelas ficavam apoiadas em pedras em formato de triângulo ou penduradas em uma armação de três varas em estilo tripé por cima do fogo e que podiam ser de ferro ou de pau verde, e às vezes no chamado tucuruva, um fogão improvisado no meio do cupinzeiro, com o passar dos tempos ganhou altura e formato no que é hoje o fogão a lenha, onde normalmente é feita a maioria dos pratos.
Destaca-se o consumo do içá, que nos meses de setembro e outubro se reproduzem e caem no solo. Além disso, tem-se também o arroz vermelho com suã, comida tradicional da cidade de Cruzeiro.

## Manifestações da Cultura no Vale Histórico

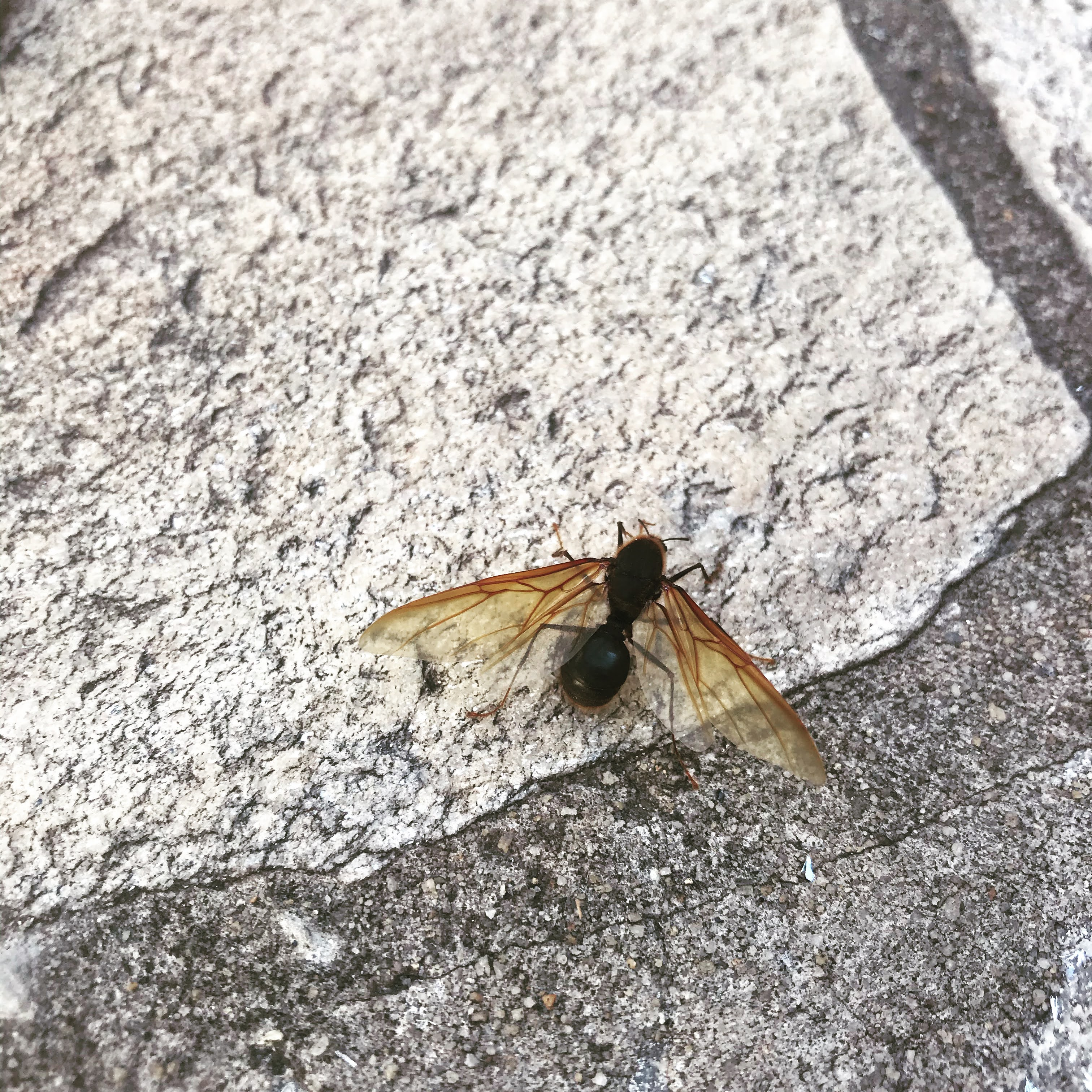
Içá

Artesanatos: O homem, do campo ou mesmo da cidade, não obstante o acesso fácil aos produtos industrializados produz artesanatos, peças e objetos com que buscam atender as necessidades imediatas da vida quotidiana. Utiliza-se de materiais abundantes em seu meio, fibras vegetais-couro curtido ou cru, argila, além de matérias-primas industrializadas, não raro lançando mão da reciclagem de materiais de sucata. Tais peças se caracterizam por suas finalidades utilitárias, sem ser artesanatos de suvenires ou os trabalhos manuais ensinados/aprendidos através da mídia, de publicações especializadas ou programas sociais mantidos por órgãos públicos ou entidades.
Cerâmicas: São conhecidas as louças produzidas na região dos Campos Gerais (Interior Sul), Vale do Ribeira e Litoral Sul. Guardam peculiaridades regionais, mas em seu conjunto, ainda que trabalhadas por mãos diferentes, conservam semelhanças entre si, traços identificantes que as aproximam de suas originais matrizes indígenas. De forma especial a louça preta, cerâmica produzida no núcleo comunitário do Jairê (Iguape), também conhecida por louça preta. São potes, panelas, torradeiras e cuscuzeiros, modelados de forma especial depois de secos e logo depois serem queimados, banhados, ainda quentes, com um cozimento de entrecasca de nhacatirão, tornando-se pretos e impermeáveis, confundindo-se de longe com o ferro.
Catira: Pertencente ao núcleo das danças de palmeados e sapateados, acompanhados, sempre, por duplas de violeiros que alternam as modas com a atuação dos catireiros. Outrora essencialmente masculina, muitos grupos já admitem a participação de mulheres que devem, tanto quanto os homens, demonstrar habilidades rítmicas com os pês e com as mãos.
Cavalarias: (a denominação mais usual) e cavalgadas como sinônimos de quantidades de cavalos, reunião de pessoas a cavalo, reunião ou marcha de cavaleiros com finalidade de lazer ou mesmo religiosa. Um traço comum em todo o Estado, com área de maior concentração na Grande São Paulo e no Cone Leste, mostrando grande o gosto, o prazer de significativa parcela dos cidadãos de todas as classes sociais no trato com os cavalos. Sua expressão mais significativa se da nas inúmeras romarias a cavalo e nas cavalarias de São Benedito. Com orgulho, cavaleiros e amazonas de todas as faixas etárias e classes sociais participam dos mais variados eventos populares que se realizam a parte do universo chamado country.
Congos, Congadas são folguedos que comumente aparecem na forma de préstitos (cortejos), os participantes cantando e dançando, em festas religiosas ou profanas, homenageando, de forma especial, São Benedito. Muitos desses folguedos cumprem também um papel auxiliar no catolicismo popular, ajudando tantos e tantos devotos a cumprir suas promessas. Sua instrumentação varia em cada região, havendo destaque para a percussão, sempre com muito peso estimulando muitos momentos de bailados vigorosos e manobras complicadas. Ha congos de sainhas, com grande quantidade de caixas, com chapéus de fitas, com manejos de bastões e espadas (alguns grupos exibindo exemplares dos Exércitos dos tempos do Império e inicio da Republica).
Cosme e Damião: Entre meados de setembro e outubro ocorrem as Festas de Cosme e Damiao, cuja data festiva no calendário litúrgico e 27 de setembro. E a festa das crianças, sempre com distribuição de balas, brinquedos, doces e guloseimas em geral, da forma mais sincrética, envolvendo católicos, umbandistas, candomblecistas e cidadãos sem identidade confessional de todas as classes sociais. Distribuição feita no interior dos terreiros, nas portas dos templos, de passagem pelas ruas, nas residências, em salões de festas dos prédios, em orfanatos e creches. Em alguns lugares do Vale do Paraíba e da Região Bragantina há um ritual com vários elementos comuns e finalidades similares: a Mesa dos Anjos.
Romarias: Um traço que se destaca na cultura tradicional em São Paulo são as romarias: a pé, de bicicleta, a cavalo, de charrete, de motos, de carro, em ônibus fretados ou de carreira. Ocorrem durante todo o ano, apresentando, ciclicamente, grandes picos que chegam a demandar ações especiais dos Departamentos de Transito.
Quando a pé os romeiros se auto intitulam caminheiros, e seguem sós, em duplas, ou em grupos. Dentre os que seguem sós alguns podem arrastar cruzes por uma distancia algumas vezes superior a 100 quilômetros. Há caminheiros que se organizam em grupos que peregrinam regularmente, alguns destes beirando os 50 anos, ou mais, de caminhadas.
São também numerosas as romarias com organizações internas, que chegam a ser complexas em alguns casos, verdadeiras instituições que congregam grande número de afiliados e que peregrinam regularmente, destacando-se dentre estas as romarias a cavalo, que apresentam maior nível de organização e complexidade, algumas delas bem longevas e chegando a congregar acima de 1.500 cavaleiros. Essas romarias são, via de regra, uma convergência de expressões culturais com variedade de elementos convergentes (alimentos, indumentárias, sincretismo religioso).
Folias Reis: Folias, ao lado de Ternos e Companhias, são designativos de ranchos, grupos de pessoas que se deslocam acompanhando-se de cantos instrumentos. São grupos que por devoção, por gosto ou função social peregrinam de casa em casa do dia de Natal ate 6 de janeiro, ponteando quase todas as regiões do Estado. Em cantoria fazem uso de temas religiosos, da Profecia ao nascimento de Jesus Menino, à Visita dos Reis Magos. Cumprem sempre, aproximadamente, os mesmos rituais de chegada e despedida, visitando os amigos e os devotos, atendendo a pedidos, tirando promessas, (ajudando os devotos a cumprir suas promessas). Bastiões, marungos, palhaços são personagens sempre presentes nesses folguedos, com mascaras confeccionadas nos mais diversos materiais (peles de animais, tecidos, napa, tela de arame, cabaças, papelão, colagem de papel), com trajes vistosos, divertem todos com seus saltos acrobáticos, dançando, declamando romances tradicionais, jogando versos decorados. Quando em visita a uma casa, uma folia é motivo de festa para toda a rua. Folguedo mais expressivo e difuso em São Paulo, não se sabe ao certo quantas folias existem no Estado.
São Benedito: A devoção a São Benedito e muito forte e difusa por todo o Estado, motivando muitas de nossas grandes festas como a existência e atuação de nossos congos, Moçambique, jongo e batuque. Suas festas se estendem por todo o ano, em grande número e monumentalidade em todo o Vale do Paraíba e Litoral Norte, concentradas no período compreendido entre a pascoela e o 13 de Maio, estabelece um verdadeiro ciclo de São Benedito.
Santa Cabeça: A capela de Santa Cabeça, em Silveiras, era um ponto os antigos vinham de todas as cidades do vale histórico a pé ou de cavalo, uma vez ao ano, para agradecer e celebrar. Ainda hoje, mantém uma festa anual.

## Arquitetura no Vale Histórico

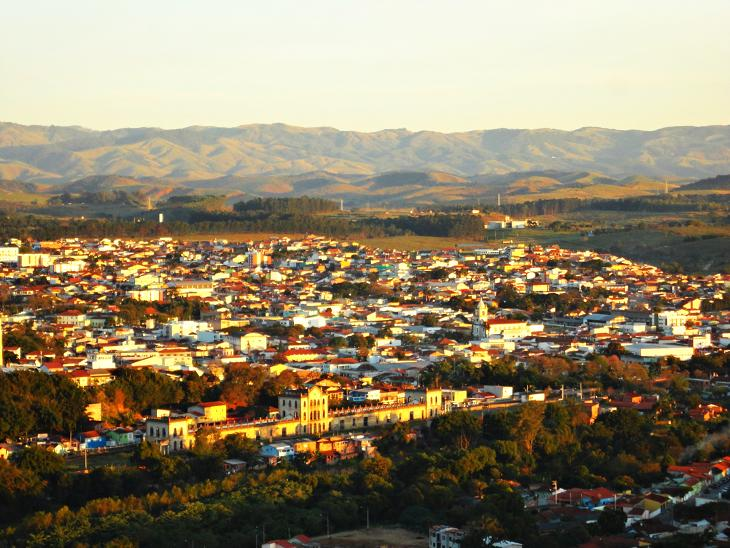
Vista aérea da cidade histórica Cachoeira Paulista

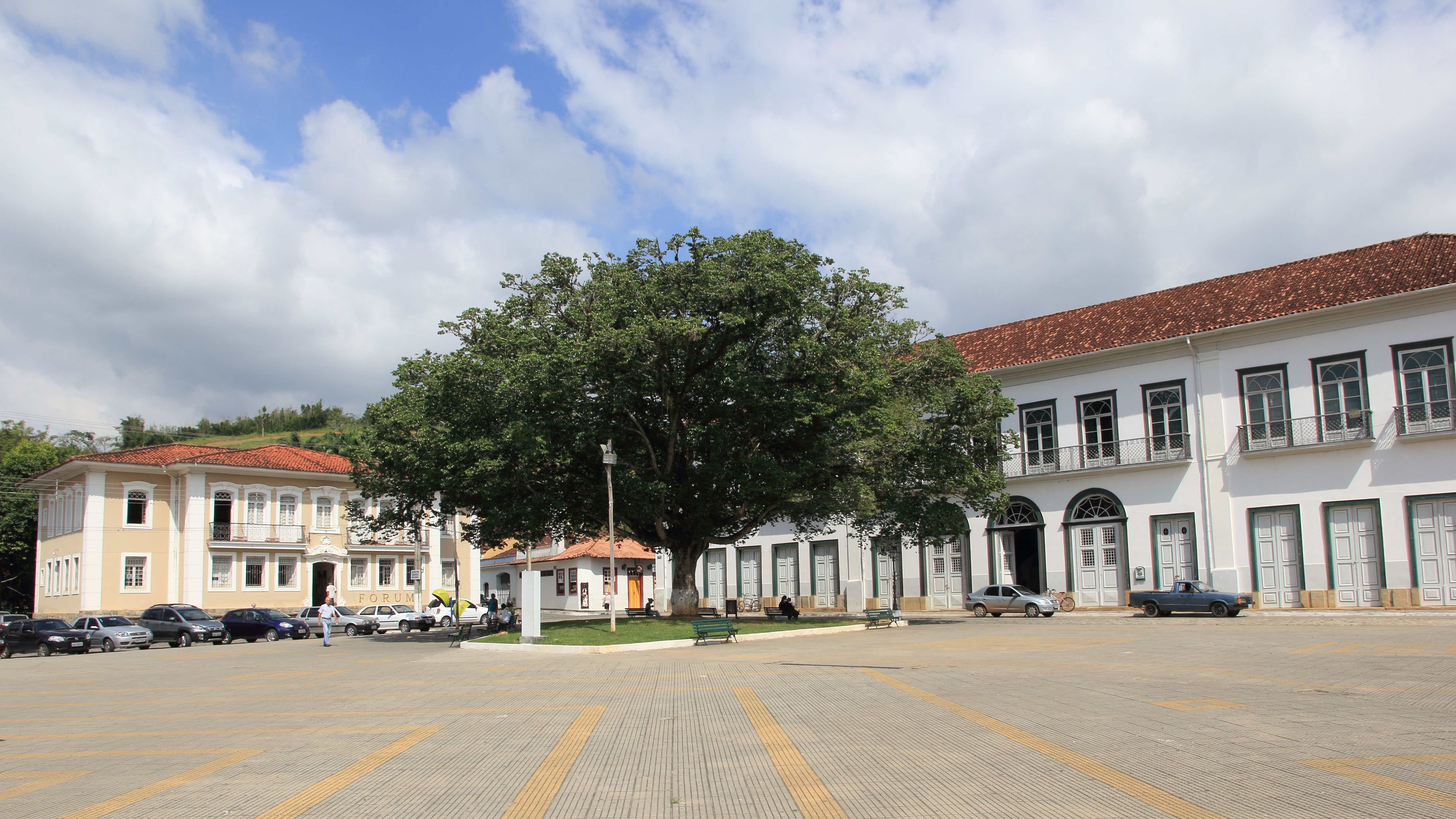
Centro Histórico de Bananal

A arquitetura das cidades históricas preservam até hoje elementos marcantes da época colonial, como palacetes, casórios dos antigos fazendeiros do café e estações de trem. Tais construções são preservadas até hoje pelo seu valor cultural e histórico, sendo considerados importantes pontos turísticos que muita das vezes movimentam o turismos nas cidades. As belas construções ricamente detalhadas e restauradas contrastam com a arquitetura atual das cidades, cheias de enormes e belas construções mas até hoje os antigos prédios e estações de trem não perdem sua imponência. 

## Atualmente
A região hoje vive principalmente do turismo do ciclo do café, com seus belos casarios, fazendas guardando características que mesclam os hábitos paulista, mineiro e fluminense, preservados em seu modo de falar e culinária. O Carnaval nestas cidades também é bastante procurado, especialmente os das Cidades de Bananal, São José do Barreiro e Silveiras. Algumas cidades como Queluz e Cruzeiro possuem sua economia baseada também na indústria e no setor de serviços.